# 月ノ光 太陽ノ影
『月ノ光 太陽ノ影』（つきのひかり たいようのかげ）は、2006年4月21日にアロマリエからWindows用に発売された18禁アドベンチャーゲーム。2006年12月22日に、登場人物のその後の物語を描いたドラマディスク『月ノ光 太陽ノ影 Another Moon』が発売された。

## 解説
アロマリエのデビュー作。本作は恋愛の美しい面だけでなく、ダークな面も描いた作品となっており、3Pといった過激なシーンを含むルートも存在する。

## ストーリー
咲永学園に通う女子高生の主人公には、親同士の決めた許婚がいる。同じ学園の先輩でもある許婚と出会って恋に落ち、付き合い始めた主人公だが、彼はイギリスへ留学し、やがて連絡が取れなくなった。幼なじみや担任教師、バイト先の先輩など魅力的な男性達に囲まれ、恋人不在の寂しさもあり、主人公の心は揺れていく。

## 登場人物
藤原 美希（ふじわら みき）
主人公。名前変更可能。女子高生。出会った許婚に惹かれ、恋人となる。基本的には内向的な性格で良くも悪くも流されやすい一面がある。
甲斐 聡（かい あきら）
声：空野太陽
主人公の許婚で恋人。成績優秀・スポーツ万能と完璧な学生だが、周囲の多大な期待に戸惑い、疲れている。穏やかで優しい性格で、主人公を一途に愛する。
高見 智也（たかみ ともや）
声：春野風
主人公の幼馴染。明るく快活でバスケ部。スポーツマンで女性にもてるが、主人公を密かに想い続けている。
遊佐 拓海（ゆさ たくみ）
声：安芸怜須ケン
智也のバイト先の先輩。26歳。軽くてお調子者だが面倒見が良く、周囲の人望は厚い。
周藤 信彦（すどう のぶひこ）
声：南武哲好
主人公の担任教師。32歳。クールで堅物だが、容姿が整っているため女子生徒に人気がある。
片桐 涼子（かたぎり りょうこ）
声：神月あおい
主人公の親友。いつも優しく主人公を見守るが、どこか影を背負っている。
藤原 一輝（ふじわら かずき）
声：嶋崎比呂
主人公の弟。姉との仲は良いものの、少しでも子供扱いされると反発する。実は実弟ではなく、従弟。
赤瀬 広美（あかせ ひろみ）
声：桃井いちご
主人公のクラスにやってきた教育実習生。周藤の過去の知人。

## スタッフ
- 原画：大沢篤史
- シナリオ：丸木文華

## 関連商品
- 月ノ光 太陽ノ影 Another Moon（2006年12月20日）